# 가면라이더 W
가면라이더 W(일본어: 仮面ライダーW(ダブル) 카멘라이다 다부루[*])는 일본 토에이가 제작한 2000년대 가면라이더 시리즈의 11번째 작품으로 2009년 8월 2일부터 2010년 7월 25일까지 TV 아사히에서 방영되었다. 가면라이더 디케이드의 후속작으로 슈퍼 히어로 타임에서 사무라이전대 신켄저, 천장전대 고세이저와 같이 편성되었다. 선전 문구는 "헤이세이 가면라이더 10주년 프로젝트 가을의 진"(일본어: 平成仮面ライダー10周年プロジェクト 秋の陣 헤이세이 카멘라이다 주슈넨 프로제쿠토 아키노 진[*]), "이것으로 결정이다!"(일본어: これで決まりだ! 코레데 키마리다[*])이다.
2009년 5월 ~ 8월 가면라이더 W의 방영을 앞두고 여러 홍보가 이루어졌다. TV 아사히에서 연 기념 라이브쇼인 《10주년 프로젝트 MASKED RIDER LIVE & SHOW》에서 첫 홍보가 이루어진 이래, 《극장판 가면라이더 디케이드 올라이더 대 대쇼커》에서 더블이 잠시 출연하였다. 대한민국에서는 2012년 1월 2일부터 챔프, 애니원, 애니박스에서 방영되었다.

## 제작 과정 및 캐스팅

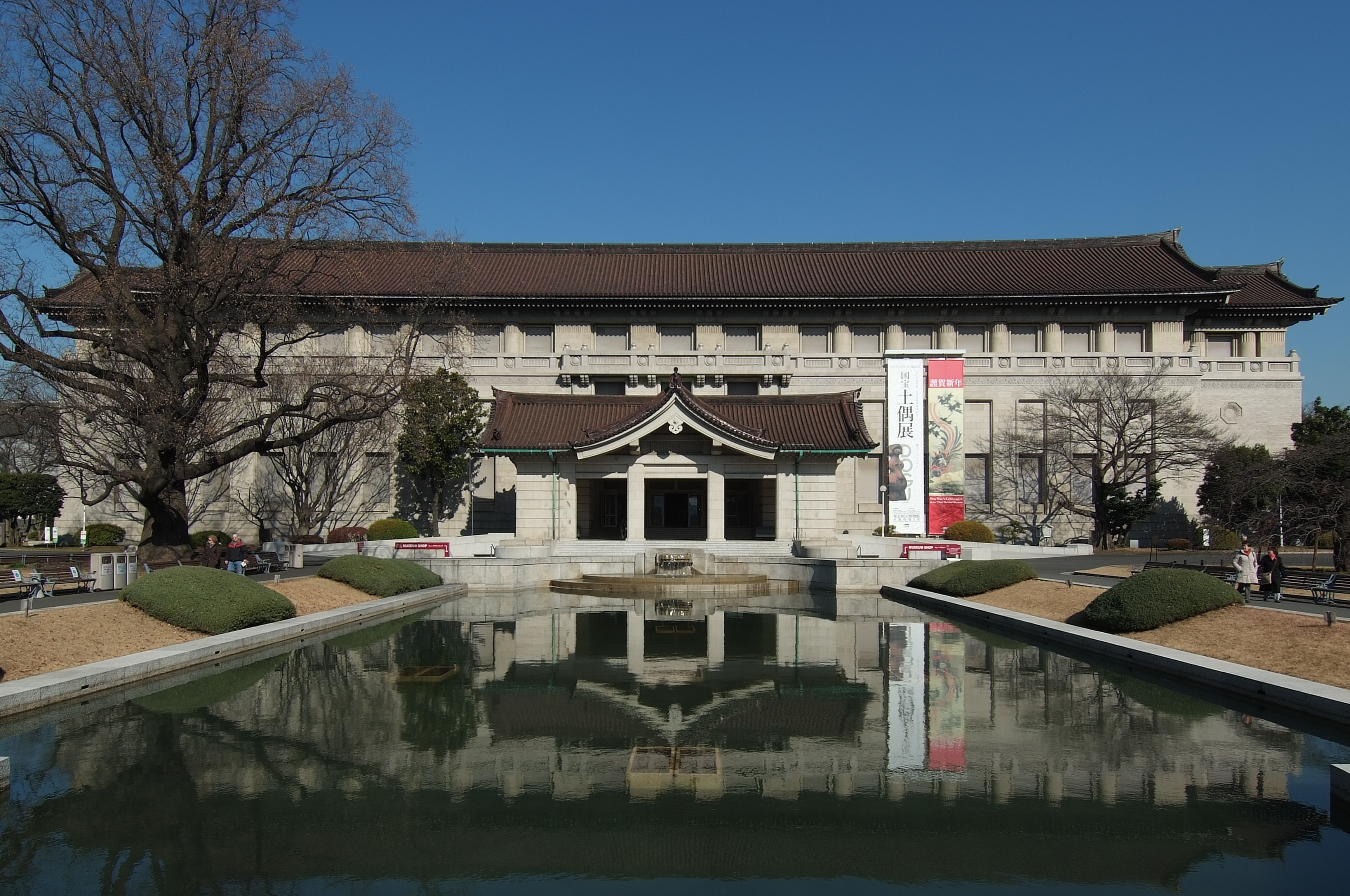
도쿄 국립박물관은 소노자키 가문이 경영하는 재단 뮤지엄의 건물 및 소노자키 가문의 저택의 촬영장으로 쓰였다.

가면라이더 W의 메인 각본은 산조 리쿠가, 메인 감독은 타사키 류타가 맡았다. 테마송 "W-B-X ~W-Boiled Extreme~"은 카미키 아야와 JUDY AND MARY 소속 기타리스트 TAKUYA가 함께 한 카미키 아야 w 타쿠야(일본어: 上木彩矢 w TAKUYA)가 불렀다. 도펀트 괴인의 디자인은 블러드 - 라스트 뱀파이어의 캐릭터와 고질라 파이널 워즈의 몬스터 X, 큐티 하니의 코스튬, 얏타맨의 기계 및 캐릭터 디자인 등을 맡은 테라다 카츠야가 맡았다.
신인 배우 스다 마사키가 필립 역을, 2006년 뮤지컬 테니스의 왕자에서 마루이 분타 역으로 데뷔한 키리야마 렌이 탐정 히다리 쇼타로 역을, 후지 TV의 드라마 우리들의 교과서에서 노부에 치하루 역을 맡은 야마모토 히카루가 탐정사무소장 나루미 아키코 역을, 코미디언 겸 배우 나다키 타케시가 진노 미키오 형사를, 중견 배우 테라다 미노리가 소노자키 류베에 역을 맡았다.

## 시놉시스
1년 전 사립탐정 나루미 소우키치와 그의 제자 히다리 쇼타로는 수수께끼의 조직에 구속되어 있던 소년, 필립(일본어: フィリップ 휘릿푸[*])을 구해낸다. 그러나 탈출 도중 소우키치는 추격자들의 총에 맞아 죽게 되고, 필립은 위기에 처한 히다리 쇼타로에게 수수께끼의 기계를 건네주며, "악마와 함께 할 용기, 너에게 있을까?"(일본어: 悪魔と相乗りする勇気、あるかな? 아쿠마토 아이노리스루 유키, 아루카나?[*])라고 말하며 변신을 제안한다. 곧 둘은 가면라이더 W로 변신하게 된다.
그리고 현재, 풍차가 도는 바람의 도시 후토 시(일본어: 風都 후토[*], 영어: Windy City 윈디시티[*])에서 소우키치의 뒤를 이어 나루미 탐정 사무소에서 탐정 일을 하게 된 히다리 쇼타로와 필립에게, 소우키치의 딸 나루미 아키코가 나타나 아버지의 뒤를 이어 소장이 되겠다고 자처한다. 쇼타로 일행과 동행하던 아키코는 누군가가 퍼뜨리는 가이아 메모리(일본어: ガイアメモリー)의 힘을 악용하여 후토에서 괴이한 사건을 일으키는 괴인 도판트(영어: Dopant, 일본어: ドーパント 도판토[*])의 존재를 알게 되고, 쇼타로와 필립이 변신하는 가면라이더 W가 후토를 지키고 있음을 알게 된다. 가면라이더 W의 이야기는 여기서부터 시작된다.

## 등장 인물
오른쪽은 한국판 더빙의 성우들이다.

### 나루미 탐정 사무소
- 히다리 쇼타로 최다에 &필립 장홍우 (사이클론조커익스트림품)
- 나루미 소우키치- 이수정 (스컬)

### 유행어
가면라이더 더블 : 자, 네 죄를 헤아려라.
나루미 아키코(한국명 : 나해미) : 나 이런 얘기 못들었거든?
테루이 류(한국명 : 류강혁) : 나한테 질문 하지 마라!

### 소노자키 일가
- 소노자키 류우베/테러 도판트(한국명 : 원대한)(일본어: 園咲 琉兵衛) - (한국성우:장광)
- 소노자키 사에코/터부 도판트(한국명 : 원하나)(일본어: 園咲 冴子) - (한국성우:서유리)
- 소노자키 와카나/클레이돌 도판트(한국명 : 원지나)(일본어: 園咲 若菜) - (한국성우:김하영)
- 스도우 키리히코/나스카 도판트(→소노자키 키리히코)(한국명 : 성무현)(일본어: 須藤 霧彦→園咲 霧彦) - (한국성우:이동훈)
- 믹(미크)/스밀로돈 도판트(일본어: ミック 믹쿠[*]) (한국성우:이경태)

### 재단 X
- 카즈 쥰/유토피아 도판트(한국명 : 차명석)(일본어: 加頭 順) - (한국성우:남도형)
- 네온 우르슬란드 (일본어: ネオン・ウルスランド 네온 우르스란도[*]) - (한국성우:조경이)
- 타바타 (일본어: 田端) - (한국성우:이동훈)

### 후토의 주민들

#### 후토 이레귤러즈
- 산타(일본어: サンタちゃん 산타짱[*]) - 김디도
- 와처맨(일본어: ウォッチャマン 왓차만[*]) - 고구인
- 퀸, 엘리자베스 (일본어: クイーン 쿠잉[*]、エリザベス 에리자베스) - 이보희(퀸), 김연아(엘리자베스)

#### 후토 경찰서 초상범죄수사과
- 테루이 류/가면라이더 엑셀(한국명 : 류강혁)(일본어: 照井 竜) -(한국성우:현경수)
- 진노 미키오(한국명 : 진지한)(일본어: 刃野 幹夫) - (한국성우:박서진)
- 마쿠라 슌(한국명 : 박지만)(일본어: 真倉 俊) - (한국성우:김디도)

### 그외 등장인물
- 슈라우드 / 소노자키 후미네(한국명 : 강문희)(일본어: シュラウド 슈라우도[*] / 일본어: 園咲 ふみね) - (한국성우:김혜진)
- 이사카 신쿠로(한국명 : 이기후)/웨더 도판트 (일본어: 井坂 深紅郎) - (한국성우:김환진)/일본명:단 토모유키(だんともゆき)

## 용어
풍도(風都 = 후토)
바람이 부는 도시. 가면라이더 W의 주요 무대가 되는 장소로 마을이라고 불리고 있지만 작중에서 묘사되는 표현으론 대도시에 가깝다. 거대한 풍차 풍도 타워가 도심 한 가운데 자리잡고 있으며, 풍도 군이라는 마을의 마스코트가 있다. 뿐만 아니라 마을내에 풍도 대학, 풍도 박물관, 거대 의류 브랜드 윈드스케일, 놀이동산 서던 윈드 아일랜드 파크, 라디오 방송국 윈드웨이브가 존재한다.
뮤지엄(Museum)
풍도에 가이아 메모리를 퍼트리는 악의 조직. 창설자는 풍도의 유명한 부호 가문 소노자키 가문의 가장 소노자키 류우베(한국명 : 원대한)며 간부들은 소노자키 가문의 사람들로 구성되어 있다.
가이아 메모리(Gaia memory)
풍도 내에서 뮤지엄에 의해 제작·유통되고 있는 물건으로, "지구의 기억"을 담고 있으며 사람을 초인 "도판트"로 만들어주는 힘을 갖고있는 메모리. 메모리를 사용하기 위해서는 커넥터 시술을 받아야 한다. 사용 방식은 메모리 몸체에 있는 버튼을 누른 뒤에 신체에 이식받은 커넥터에 메모리를 꽂아넣어 사용. 메모리를 파괴하는 행위는 "메모리 브레이크"라고 불린다. 뮤지엄의 소노자키 가문의 사람들은 메모리의 독소를 걸러내는 특수한 드라이버를 사용해 보통 도판트의 힘을 뛰어넘는 강력한 도판트로 변한다. 또한 소노자키 가문의 사람들이 쓰는 가이아 메모리는 메모리 중의 상위종인 골드 메모리이다. 양산형 메모리인 마스카레이드 메모리도 존재. 주인공 일행이 사용하는 가이아 메모리는 이전 가이아 메모리와는 생김새가 다른데, 이전 가이아 메모리의 몸체에 있는 사람의 뼈같은 형상이 없다는게 차이점. 그리고 신체에 투입하여 사용하는 것이 아니라 드라이버라는 특수한 기계를 이용해 사용한다.
도판트(Dopant)
가이아 메모리를 사용해 변하는 특수한 능력을 지닌 괴인.
메모리 드라이버(Memory driver)
가이아 메모리의 힘을 제어하는 벨트형 필터. 이것을 통해 가이아 메모리를 사용하면 부작용이나 중독성을 없애며 이성을 잃지 않고 강력한 힘을 끌어 낼 수 있다. 그러나 이사카 신쿠로의 말에 의하면 가이아 메모리의 독성을 흡수하는 드라이버로는 메모리의 힘을 완전히 이끌어낼 수 없다고 한다. 작중에 등장한 메모리 드라이버는 쇼타로와 필립이 사용하는 "더블 드라이버(Double driver)", 하나의 가이아 메모리를 이용해 홀로 변신할 수 있는 "로스트 드라이버(Lost driver)", 테루이가 가면라이더 액셀로 변신하기 위해 사용하는 "액셀 드라이버(Accel driver)", 소노자키 가문의 사람들이 사용하는 "가이아 드라이버(Gaia driver)"가 존재한다. 이중에 더블 드라이버는 극장판 "비긴즈 나이트"에서의 필립의 설명에 의하면 드라이버의 사용자를 필립과 일체화시켜 최고의 두뇌와 육체를 겸비하는 궁극의 초인을 낳는 장치라고 한다.
NEVER
이미 사망해버린 인물을 특수한 방법으로 소생 시킨 병사를 일컫는다. NEVER란 죽음을 뛰어넘는다는 의미의 네크로 오버의 줄임말. 과거에 뮤지엄의 가이아 메모리 계획과 함께 재단 X의 투자대상이었다. 도판트나 가면라이더의 공격을 받아도 데미지를 입지 않지만 맥시멈 드라이브같은 강력한 공격을 받으면 육체가 소멸하게 된다. 극장판 운명의 가이아 메모리의 핵심이 되는 존재들이지만 TV판의 최종보스인 카즈 쥰도 NEVER였다는 사실이 드러났다.
가면라이더(Kamen rider)
풍도의 시민들이 W이나 액셀을 부를 때 사용하는 통칭. 원래 쇼타로와 필립은 자신들을 그냥 "W(더블)"이라고 자칭하고 있었지만 그들의 활약을 목격한 후토의 시민들의 소문에 의해서 도시전설화되어, 후토를 지키는 수수께끼의 전사 "가면라이더"라는 하는 호칭이 생기게 된다. 와카나의 라디오 방송 힐링 프린세스에서 이 도시전설을 듣게 된 쇼타로와 필립이 이 호칭을 마음에 들어하여 자신들을 "가면라이더 W"이라 자칭하게 된다. 한때 암즈 도판트가 가면라이더를 자칭하고 범죄를 저지르고 있었을 때 이것을 들은 쇼타로는 자신이 사랑하는 도시의 주민들이 이름 붙여 준 가면라이더라는 이름을 더럽히는 암즈 도판트를 격렬하게 비판한 적도 있다.
에그제(EXE)
뮤지엄 괴멸로부터 일년 후 풍도에 나타난 조직. 자신들을 뮤지엄을 잇는 자라고 칭하며 가이아 메모리를 매매하고 있었다. 매매하고 있는 메모리는 과거 뮤지엄에 의해 유통된 것을 모은 것이며 구성원 중에는 코크로치나 아노말로카리스 등, 과거에 쇼타로 일행이 파괴한 메모리와 같은 메모리를 가지고 있었다.

## 가면라이더
풍도에서 유통되는 가이아 메모리와는 다른 특수한 가이아 메모리를 "드라이버"라는 기계에 삽입하여 변신하는 형태. 본래 가면라이더라는 호칭은 주인공 일행이 스스로 지어낸 것이 아니라 풍도의 시민들이 붙여준 별명이다. 가면라이더의 기본 몸 색깔은 사용하는 메모리의 바탕 색깔에 맞춰 변화하며 가면라이더의 필살기는 사용 중인 메모리의 힘을 극대로 끌어올리는 것으로 이를 "맥시멈 드라이브"라고 호칭한다.

### 가면라이더 W
히다리 쇼타로와 필립이 변신하는 형태. 히다리 쇼타로가 "더블 드라이버"를 장착함으로 인해, 필립에게도 자동적으로 드라이버가 장착되고 각각 서로의 메모리를 한 부분에 꽂아넣는 것으로 변신을 완료한다. 기본적으로 쇼타로의 몸에 필립의 의식이 전달되는 형식. 예외 적으로 팡조커 폼은 쇼타로가 정신을 잃고 필립이 변신의 매개체가 되어 필립의 몸에 쇼타로의 의식이 전달된다. 변신 후엔 중앙에 있는 라인을 경계로 몸의 왼쪽 부분을 "BODY SIDE", 오른쪽 부분은 "SOUL SIDE"라고 호칭되며 왼쪽 부분(BODY SIDE)은 무기나 신체 능력을 결정하는 쇼타로의 메모리가, 오른쪽 부분(SOUL SIDE)은 속성이나 특수 능력을 결정하는 필립의 메모리가 사용된다. 변신 후의 결정 대사는 두 명이서 동시에 말하는 "자, 너의 죄를 세어라!". 둥글고 새빨간 눈, 목에 두른 머플러같은 쇼와 시기의 가면라이더를 연상시키는 부분이 많이 존재하며 전자는 가면라이더 블레이드 이래 5년만, 후자는 가면라이더 ZX 이래 25년만이 된다.

#### 하프 체인지
히다리 쇼타로의 몸을 베이스로 변신한 모습. 필립의 정신이 변신한 쇼타로의 몸에 빙의하며, 이 상태에서 필립이 무언가를 말할 때는 오른쪽의 눈에서 빛이 반짝인다. 쇼타로와 필립이 각각 3개씩 가진 가이아 에모리에 의해 3×3=9개의 폼을 가진다.
<보디 메모리>
조커 메모리(J / 검은색)
"비장의 카드의 기억"을 가진 가이아 메모리. BODY SIDE를 검은색으로 바꾸며, 무기를 갖추지 않는 대신 신체 능력을 한계까지 이끌어내는 능력을 갖추고 있다.
메탈 메모리(M / 은색)
"강철의 기억"을 가진 가이아 메모리. BODY SIDE를 은색으로 바꾼다. 중량이 증가해 스피드가 느려지지만 방어력과 파괴력이 뛰어나다. 봉 형태의 무기 메탈 샤프트를 사용할 수 있게 된다.
트리거 메모리(T / 청색)
"저격수의 기억"을 가진 가이아 메모리. BODY SIDE를 파란색으로 바꾼다. 총 형태의 무기 트리거 매그넘을 사용할 수 있게 된다.
<소울 메모리>
사이클론 메모리(C / 초록색)
"질풍의 기억"을 가진 가이아 메모리. SOUL SIDE를 초록색으로 바꾸며, 공격에 바람의 속성을 부여하고 스피드가 향상된다. 이 메모리를 사용할 시엔 머플러가 장착된다. 조커 메모리와 궁합이 잘 맞는 메모리.
히트 메모리(H / 빨간색)
"열의 기억"을 가진 가이아 메모리. SOUL SIDE를 빨간색으로 바꾸며, 공격에 화염의 속성을 부여한다. 메탈 메모리와 궁합이 잘 맞는 메모리.
루나 메모리(L / 노란색)
"환상의 기억"을 가진 가이아 메모리. SOUL SIDE를 노란색으로 바꾸며, 초인적인 속성을 부여해 육체나 무기의 형상을 자유자재로 변화시킬 수있다. 트리거 메모리와 궁합이 잘 맞는 메모리.
소울과 보디 메모리의 특성에 의해 아래와 같은 폼의 이름과 특성이 결정된다.
|          | 조커          | 메탈          | 트리거          |
| -------- | ------------- | ------------- | --------------- |
| 사이클론 | 사이클론 조커 | 사이클론 메탈 | 사이클론 트리거 |
| 히트     | 히트 조커     | 히트 메탈     | 히트 트리거     |
| 루나     | 루나 조커     | 루나 메탈     | 루나 트리거     |

이중 사이클론 조커는 가장 범용성이 높아 W의 통상 폼으로 사용된다. 후술하는 엑스트림 메모리에 대응하는 것도 이 폼이다. 아래는 각 폼의 맥시멈 드라이브(필살기) 목록.
조커 엑스트림 / Joker Extreme (사이클론 조커)
바람을 일으켜 공중에 뜬 후, 양반신이 반으로 갈라져 각각의 발로 적에게 킥을 날린다.
조커 그레네이드 / Joker Grenade (히트 조커)
히트 쪽의 주먹에 빨강, 조커 쪽의 주먹에 보라색의 불을 일으켜 점프와 함께 공중에서 양반신을 분할하여 적에게 연속 펀치를 퍼붓는다.
조커 스트레인지 / Joker Strange (루나 조커)
양반신이 갈라지며 루나 사이드에서 분신이 생성, 루나 사이드의 분신들이 상대를 타격한 뒤 조커 사이드로 마무리 한다. 극장판 운명의 가이아 메모리에서 첫사용.
메탈 브랜딩 / Metal Branding (히트 메탈)
메탈 샤프트의 양쪽에서 불길을 일으킨 후 불타는 메탈 샤프트로 상대를 타격.
메탈 트위스터 / Metal Twister (사이클론 메탈)
메탈 샤프트의 양쪽에서 녹색의 바람이 발생한 뒤 상대방을 메탈 샤프트로 타격.
메탈 일루젼 / Metal Illusion (루나 메탈)
메탈 샤프트를 휘둘러 에너지의 고리를 생성해 이것으로 적을 타격.
트리거 풀 버스트 / Trigger Full Burst (루나 트리거)
트리거 매그넘으로부터 궤도를 자유자재로 바꾸는 황색과 파란색의 에너지탄으로 공격.
트리거 익스플로전 / Trigger Explosion (히트 트리거)
트리거 매그넘으로부터 초고온의 화염을 뿜는다.
트리거 에어로 버스터 / Trigger Aero Buster (사이클론 트리거)
트리거 매그넘으로 녹색의 회오리를 발사해 상대를 날려버린다. 극장판 운명의 가이아 메모리에서 첫사용. [참고로 이 때 멕시멈 슬롯에 들어간건 사이클론 메모리]

#### 팡조커
팡 메모리와 조커 메모리로 변신한 더블의 또다른 형태. 이때는 쇼타로가 아닌 필립이 변신하며 쇼타로의 정신이 필립의 몸에 깃든다. 쇼타로가 이 상태에서 이야기를 할때는 왼쪽의 눈이 빛난다. 더블의 폼 중에서 신체 능력이 가장 높다. 단 조커 이외의 메모리와는 맞질 않아 조커 메모리와의 조합만 사용할 수 있다.
팡 메모리(F / 흰색)
"송곳니의 기억"을 가진 가이아 메모리. SOUL SIDE를 하얀색으로 바꾸며, 야성적인 공격을 위주로 싸울 수있게 해준다. 필립이 팡조커로 변신하기 위해 사용하는 메모리로, 공룡 형태의 모습을 갖췄으며 꼬리 부분이 메모리로 되어있다. 자아가 있는 메모리이며 필립을 지키기 위해 만든 메모리로 추정된다. 필립이 위험에 빠지면 어디선가 나타나 필립을 도와준다. 3번이 있는데 한번은 암팡 두번은 숄더팡 마지막에는 맥시멈 드라이브는 오른쪽 다리의 거대한 칼날 맥시멈 세이버로 적에게 킥을 날려 베어버리는 팡 스트라이저(Fang Sterizer).

#### 사이클론 조커 익스트림
사이클론 조커에 익스트림 메모리를 합하여 변신하는 가면라이더 W의 최강 형태. 컬러링은 좌반신 검정, 우반신 초록색이며 좌·우반신을 나누는 가운데 부분엔 "크리스탈 서버"라는 부위가 존재한다. 크리스탈 서버는 지구의 책장이라고 하는 거대한 데이터 베이스에 연결되어 있어 적 도판트의 정보를 열람하는 역할을 할 수 있다. 사이클론 조커로부터의 2단 변신이 아니면 변할 수 없는 폼이라 여겨졌지만 유토피아 도판트와의 최종 결전에서 사이클론 조커를 거치지 않고 바로 변신했다. 이 형태의 맥시멈 드라이브는 여러 종류가 있는데, 초록색과 흑색의 회오리를 발생시켜 그 회오리를 타고 적에게 킥을 날리는 더블 익스트림(Double Xtreme), 프리즘 소드로 적의 메모리의 능력을 끊는 참격 프리즘 브레이크(Prism Break), 프리즘 빅커에 더블이 소유한 메모리 중 랜덤으로 고른 메모리 4개를 장전해 4개 동시에 맥시멈 드라이브를 발동시키는 빅커 파이널루전(Bicker Final Illusion), 빅커 차지 브레이크(Bicker Charge Break), 그리고 유토피아 도판트와의 최종 결전에서 사용한 더블 익스트림(Double Xtreme)의 강화판 더블 프리즘 익스트림(Double Prism Xtreme)이 있다.
익스트림 메모리(X / 검은색, 황색)
새 형태의 특수 가이아 메모리. 변신시에 정신이 쇼타로 쪽으로 넘어가 기절해있는 필립의 육체를 수납하는 역할을 하기도 한다. 특정한 지구의 기억이 정해져있지 않고, 가면라이더 W의 사이클론 메모리와 조커 메모리와 일체화하여 엑스트림으로 변신을 가능하게 해주는 능력이 있다. 다른 메모리와는 달리 익스트림 메모리의 색깔은 더블의 변신시 바뀌는 몸의 색에 영향을 주지 않는다.
프리즘 빅커
크리스탈 서버로부터 생성되는 사이클론 조커 익스트림 전용의 무기. 프리즘 소드와 빅커 실드로 분리할 수 있다.
프리즘 메모리(P / 황록색)
"프리즘의 기억"을 갖춘 가이아 메모리. 프리즘 소드에 전용 맥시멈 슬롯이 설치되어 있어 프리즘 빅커의 기동 키로서의 역할과 빅커 실드에 장착한 4개의 메모리(사이클론 히트 루나 조커)가 동시에 맥시멈 드라이브를 발동하게 하는 키 역할을 한다.

#### 사이클론 액셀 익스트림
슈라우드가 공포의 제왕 테러 도판트에 대항하기 위하여 정신을 다루는 도판트의 능력에 면역을 가지고 있는 테루이 류를 히다리 쇼타로 대신 필립과 엮어 익스트림으로 각성시키고자 했던 궁극 형태. 테루이와 필립을 엮으려 했던 것은 사이클론 액셀 익스트림의 힘의 근원이 증오심이기 때문에 웨더 도판트에 의해서 가족이 몰살당해 증오심이 강한 테루이 류와 엮으려 했던 것이다. 사이클론 액셀 익스트림의 모습은 보디 사이드가 빨간색으로 되어있고 눈이 가면라이더 액셀의 그것과 똑같이 발광한다. 이 형태는 실제로 본편에는 언급만 되고 나오지 않았으며, 언급이 된 후에도 테루이가 이 형태로 변하는 것을 거절했다.

#### 사이클론 조커 골드 익스트림
극장판 운명의 가이아 메모리에서 처음 등장한 형태. 풍도 시민들의 염원으로 생겨난 거대한 바람에 의해 사이클론 조커 익스트림이 다시 한번 진화한 형태이다. 풍력에 의해 변신한다는 것은 가면라이더 1호의 오마쥬. 실제로도 변신음은 1호의 변신음이다. 기본 모습은 사이클론 조커 익스트림과 똑같지만 크리스탈 서버가 금빛으로 바뀌고 등에 6장의 날개가 생긴다.

## 특별판
극장판
극장판 가면라이더 디케이드 올라이더 대 대쇼커 (2009년 8월 8일 공개.)
TV판이 방영되기 전에 앞서 팬서비스식으로 선행 등장.
가면라이더 × 가면라이더 W & 디케이드 MOVIE대전 2010 (2009년 12월 12일 공개.)
가면라이더 디케이드와 가면라이더 더블의 이야기가 동시 수록된 극장판이며 더블 파트는 본편 1화 전의 시점인 "비긴즈 나이트"의 이야기를 다루고 있다.
극장판 가면라이더 W FOREVER AtoZ/운명의 가이아 메모리 (2010년 8월 7일 공개.)
가면라이더 더블의 첫 단독 극장판. 본편 44화와 45화 사이의 이야기이다. 슈퍼전대 시리즈인 천장전대 고세이저와 동시 상영.
가면라이더 × 가면라이더 OOO & W feat.스컬 MOVIE 대전 CORE (2010년 12월 18일 공개 예정.)
"운명의 가이아 메모리"의 상영 종료 후의 예고에서 발표되었다.
스핀오프
가면라이더 W - 히다리 쇼타로 하드보일드 망상일기
가면라이더 W FOREVER - AtoZ 폭소 26연발

## 주제가·삽입곡
오프닝
『W-B-X ~ W Boiled Extreme』 / 노래 - 카미키 아야 with Takuya
엔딩
『Cyclone Effect』 (더블 사이클론 조커 테마곡) / 노래 - Labor Day
『Finger on the Trigger』 (더블 루나 트리거 테마곡) / 노래 - Florida Keys
『Free your heat』 (더블 히트 메탈 테마곡) / 노래 - Galveston 19
『Leave All Behind』 (가면라이더 액셀 테마곡) / 노래 - Wilma-Sidr
『Extreme Dream』 (더블 사이클론 조커 엑스트림 테마곡) / 노래 - Labor Day
엔딩 테마를 부른 가수들은 전부 후토에서 활동하는 밴드라는 설정으로, 밴드명은 실제로 존재하는 태풍의 이름을 따온 것이다.
그밖의 삽입곡
『Nobody's perfect』 / 노래 - 나루미 소우키치(킷카와 코지)
『Love ♡ Wars』 / 노래 - 퀸, 엘리자베스(카사이 토모미, 이타노 토모미)
『Naturally』 / 노래 - 소노자키 와카나(아스카 린)
『Glorious Street 영광의 길』 / 노래 - Florida Keys
『Cyclone Effect (Acoustic Edit.)』 / 노래 - Labor Day
극장판 주제가
『Stay the Ride Alive』 / 노래 - 각트
"가면라이더 × 가면라이더 W & 디케이드 MOVIE대전 2010" 주제가
『W』 / 노래 - 다이도 카츠미(마츠오카 미츠루)
"극장판 가면라이더 W FOREVER AtoZ/운명의 가이아 메모리" 주제가

## 후토탐정
후토탐정(일본어: 風都探偵 후토탄테이[*])은 원작 : 이시노모리 쇼타로, 각본 : 산죠 리쿠, 작화 : 사토 마사키가 그린 일본 만화 작품. 『빅 코믹 스피릿』(쇼가쿠칸) 2017년 36·37 합병호(2017년 8월 7일 발매)부터 연재 중. 단행본은 빅 스피리츠 코믹스에서 간행되고 있으며, 2022년 4월 시점의 누계 부수는 210만 부를 돌파하고 있다.
TV 애니메이션화는 2022년 8월 8일부터 2022년 10월 24일 까지 도쿄 MX에서 방영 했으며, 대한민국에서는 애니박스에서 동시 방영 했다.
그리고 극장판 애니메이션 제작이 확정 되었다.